# Менцендорф
Менцендорф (нім. Menzendorf) — громада в Німеччині, розташована в землі Мекленбург-Передня Померанія. Входить до складу району Північно-Західний Мекленбург. Складова частина об'єднання громад Шенбергер-Ланд.
Площа — 9,79 км2. Населення становить 236 ос. (станом на 31 грудня 2020).